# Флаг Новосибирского района
Флаг Новосиби́рского муниципального района Новосибирской области Российской Федерации.
Флаг утверждён 19 мая 2005 года и внесён в Государственный геральдический регистр Российской Федерации с присвоением регистрационного номера 2427.

## Описание
«Прямоугольное полотнище, разделённое по вертикали на три равных полосы: первую — зелёного цвета, несущую изображение жёлтого, дугообразно положенного колоса; вторую — синего цвета, несущую в середине изображение жёлтого каравая с солонкой и третью — белого цвета, несущую изображение зелёной ветки облепихи с плодами оранжевого цвета, положенную дугообразно концом вниз. 

Отношение ширины флага к его длине 2:3».

## См. также

Флаги муниципальных образований Новосибирского муниципального района
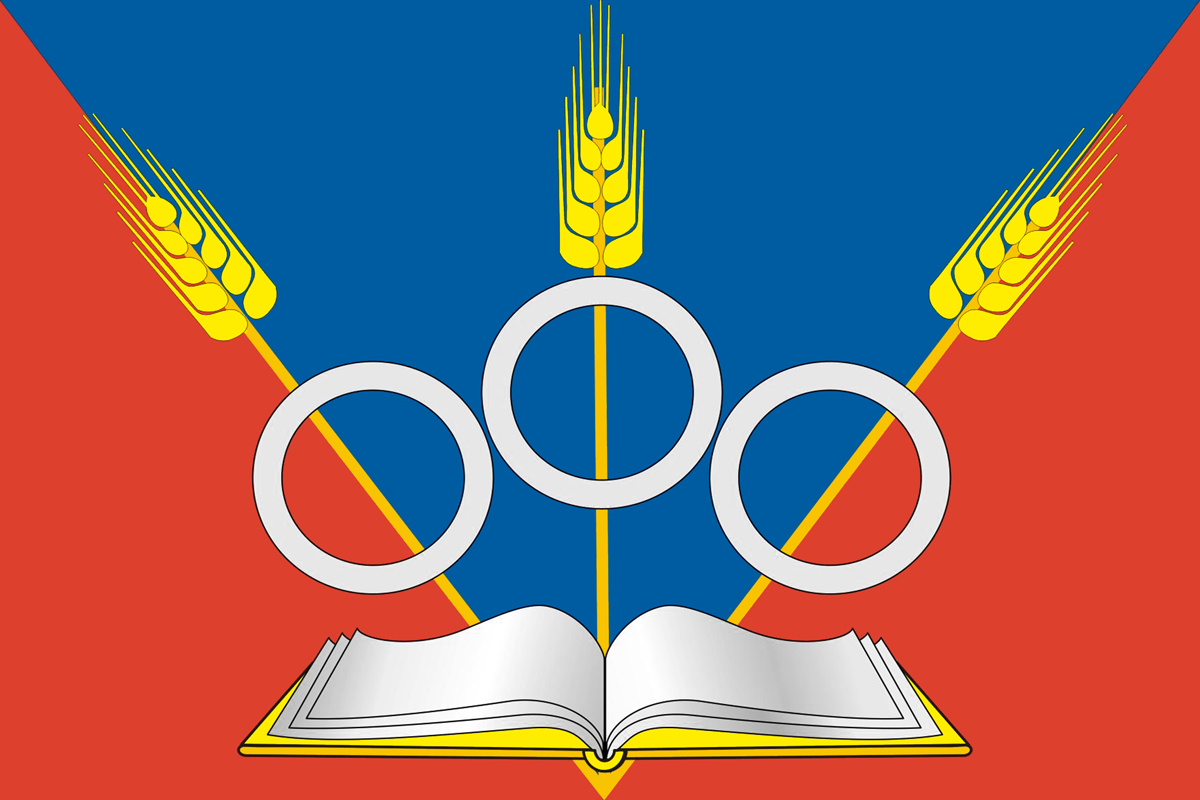
Флаг рабочего посёлка Краснообска
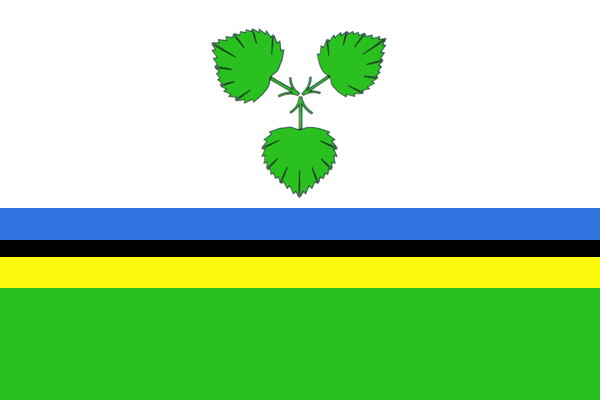
Флаг Барышевского сельсовета
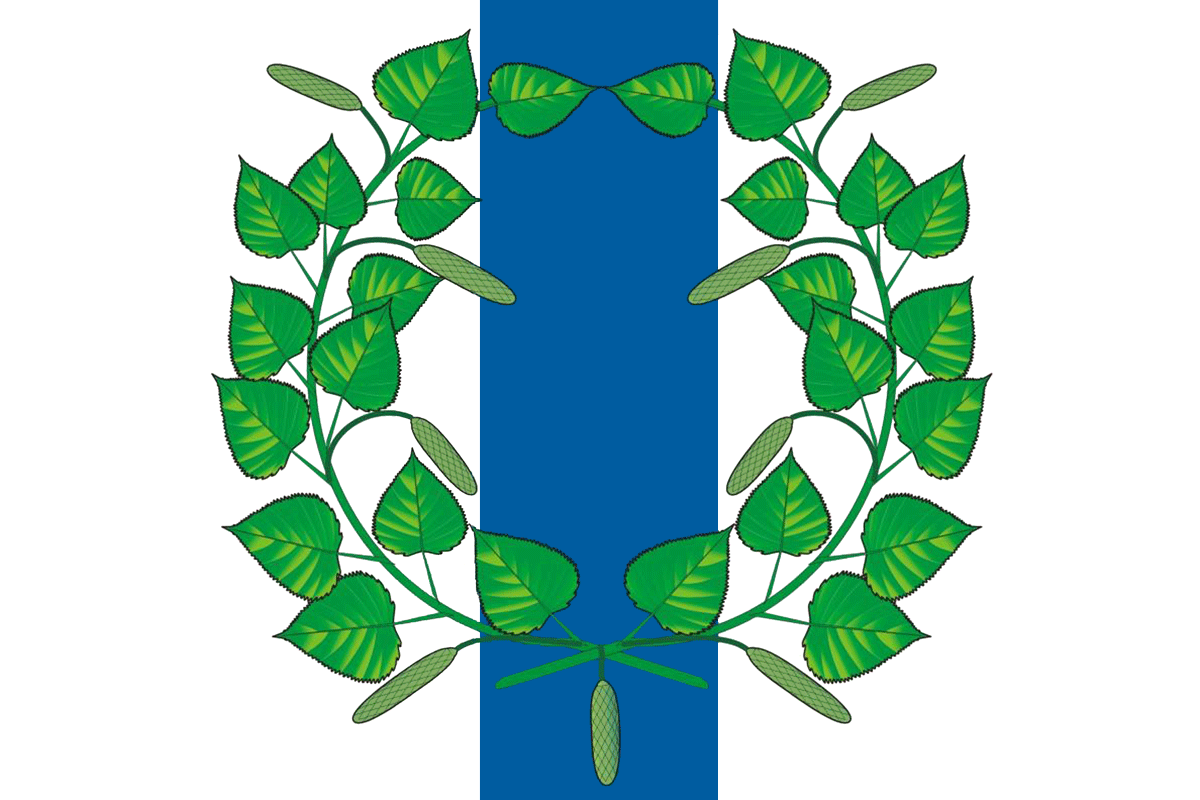
Флаг Берёзовского сельсовета
Флаг Верх-Тулинского сельсовета
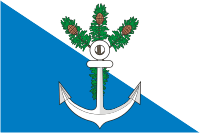
Флаг Кудряшовского сельсовета
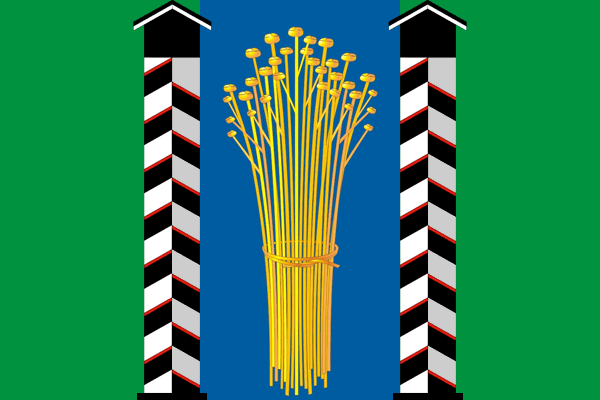
Флаг Мочищенского сельсовета
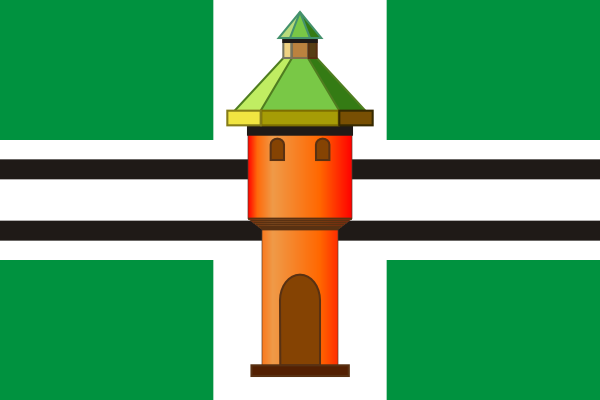
Флаг Станционного сельсовета
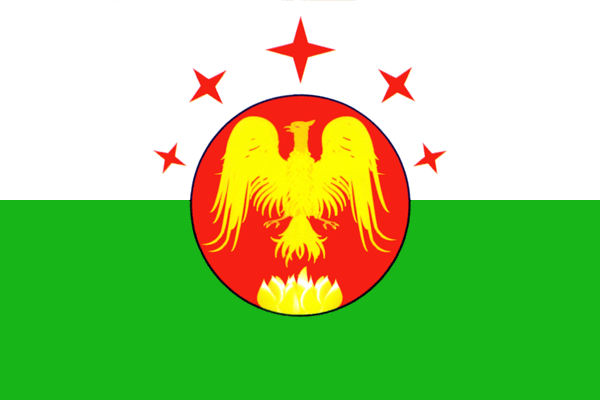
Флаг Толмачёвского сельсовета